# Palazzo di Ivan Alekseevič Gagarin
Il Palazzo o Casa di Ivan Alekseevič Gagarin (in russo Дом И. А. Гагарина?) è un palazzo di stile neoclassico posto a Mosca. Fu l'abitazione del politico e militare principe Ivan Alekseevič Gagarin.

## Storia

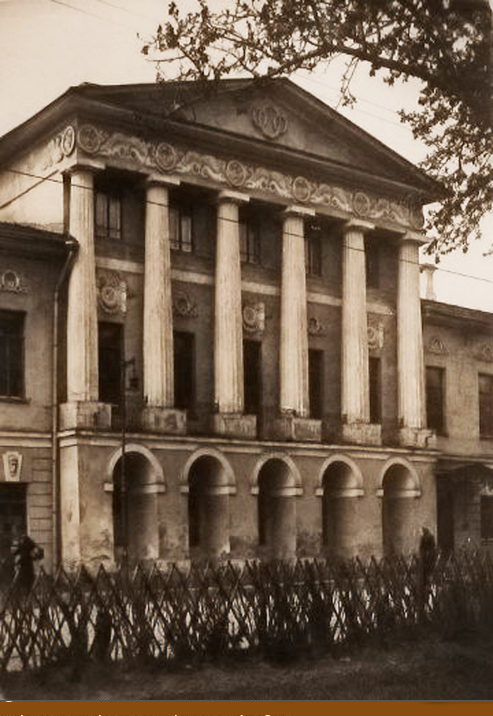
La facciata del palazzo col tipico colonnato neoclassico

La casa d'abitazione venne fatta costruire dal principe Ivan Alekseevič Gagarin nel 1817, ma l'edificio venne completamente ricostruito nel 1837. Dal 1820 al 1830 durante la residenza stabile del principe Gagarin, a palazzo si tenne un vivace salotto culturale presieduto dalla sua convivente e poi moglie, l'attrice Ekaterina Semёnova Semёnovna. Nel 1826 visitò il palazzo il celebre poeta russo Aleksandr Sergeevič Puškin. Negli anni '60 dell'Ottocento, qui visse Aleksandr Nikolaevič Murav'ëv, un decabrista tornato dall'esilio al quale era stato condannato.

## Descrizione
Il palazzo, di stile neoclassico, è articolato su due piani. Nella parte anteriore è presente un soppalco a cinque colonne che rimandano chiaramente ai dettami classici. Di particolare rilievo è il portico decorato con modanature in stucco, di stile dorico, retto da sei pilastri al piano terra. Le pareti del piano inferiore sono a bugnato.